# Ферфілд (Кентуккі)
Ферфілд (англ. Fairfield) — місто (англ. city) в США, в окрузі Нелсон штату Кентуккі. Населення — 118 осіб (2020).

## Географія
Ферфілд розташований за координатами 37°55′53″ пн. ш. 85°23′10″ зх. д. / 37.93139° пн. ш. 85.38611° зх. д. (37.931291, -85.386121).  За даними Бюро перепису населення США в 2010 році місто мало площу 0,76 км², з яких 0,74 км² — суходіл та 0,02 км² — водойми.

## Демографія
Згідно з переписом 2010 року, у місті мешкало 113 осіб у 48 домогосподарствах у складі 30 родин. Густота населення становила 150 осіб/км².  Було 57 помешкань (75/км²).
Расовий склад населення:
| - 87,6 % — білих - 1,8 % — чорних або афроамериканців - 4,4 % — осіб інших рас |

До двох чи більше рас належало 6,2 %. Частка іспаномовних становила 7,1 % від усіх жителів.
За віковим діапазоном населення розподілялося таким чином: 19,5 % — особи молодші 18 років, 54,0 % — особи у віці 18—64 років, 26,5 % — особи у віці 65 років та старші. Медіана віку мешканця становила 46,5 року. На 100 осіб жіночої статі у місті припадало 109,3 чоловіків;  на 100 жінок у віці від 18 років та старших — 97,8 чоловіків також старших 18 років.
Середній дохід на одне домашнє господарство  становив 66 106 доларів США (медіана — 43 542), а середній дохід на одну сім'ю — 79 439 доларів (медіана — 46 250). За межею бідності перебувало 1,6 % осіб, у тому числі 0,0 % дітей у віці до 18 років та 0,0 % осіб у віці 65 років та старших.
Цивільне працевлаштоване населення становило 67 осіб. Основні галузі зайнятості: освіта, охорона здоров'я та соціальна допомога — 23,9 %, виробництво — 20,9 %, роздрібна торгівля — 10,4 %, сільське господарство, лісництво, риболовля — 9,0 %.